# Koichi Domoto
Pour les articles homonymes, voir Dōmoto.
Koichi Domoto (堂本 光一, Dōmoto Kōichi) est un artiste japonais né le 1er janvier 1979 à Ashiya dans la préfecture de Hyōgo. Koichi est un chanteur, idole et acteur japonais ayant commencé sa carrière artistique au sein de la Johnny & Associates avec le duo masculin KinKi Kids en 1993.

## Discographie en solo

### Albums
1. 13 septembre 2006 : mirror
2. 1er septembre 2010 : BPM
3. 3 octobre 2012 : Gravity
4. 8 juillet 2015 : Spiral

### Singles
1. 12 juillet 2006 : Deep in your heart / +MILLION but -LOVE
2. 30 août 2008 : No more
3. 29 juillet 2009 : Ayakashi (妖 ～あやかし～?)